# Линамарин
Линамарин (англ. Linamarin) — цианогенный гликозид, гликозид циангидрина ацетона, содержащийся в листьях и корнях некоторых растений (маниок, лимская фасоль, лён).

## Значение в природе
В природе цианогенные гликозиды защищают растения от травоядных животных. При повреждении тканей растения (во время жевания), линамарин гидролизуются под действием высвобождающегося из клеточных стенок фермента линамаразы из группы β-гликозидаз, в результате чего образуются D-глюкоза и ацетонциангидрин, который в свою очередь спонтанно распадается на ацетон и синильную кислоту.

## Токсичность
Острое отравление сырыми клубнями маниока характеризуется слабостью, головной болью, тошнотой и рвотой, а в тяжёлых случаях наступает кома и смерть. Летальной дозой для человека являются примерно 400 граммов необработанного горького маниока.
Всосавшийся линамарин быстро выводится с мочой. 
При длительном употреблении в пищу недостаточно очищенного сырья из маниока происходит хроническое отравление невысокими дозами цианогенных гликозидов (помимо линамарина в растении содержится лотавстралин) и развиваются такие неврологические расстройства, как атаксия, амблиопия и спастическая парестезия, а у детей встречаются неизлечимые виды паралича. В Африке это эндемическое заболевание называют «конзо». Патогенез конзо заключается в нарушении проводимости нервного импульса в спинном мозге (миелопатия).
Показано, что употребление линамарина в пищу может быть фактором риска при развитии невосприимчивости к глюкозе и при диабете, однако, исследования на животных не подтверждают данный факт, что может указывать на то, что линамарин лишь усугубляет развитие диабета, но не вызывает его.
В результате недавних исследований были получены трансгенные формы маниока, в которых синтез линамарина был стабильно снижен при помощи РНК-интерференции.